# Thunderbolt (álbum)
Thunderbolt es el vigésimo segundo álbum de estudio de la banda británica de heavy metal Saxon, publicado en 2018 por Silver Lining Music. El álbum en su totalidad está dedicado a la memoria del fallecido bajista y vocalista de Motörhead, Lemmy Kilmister.

## Antecedentes
El 14 de septiembre de 2016 la banda a través de su cuenta en Facebook anunció la grabación de un nuevo álbum, confirmando además a Andy Sneap como productor. Un mes después Biff Byford reveló que habían escrito una canción en honor a Motörhead llamada «They Played Rock and Roll», que estaba inspirada en la primera parte de la carrera de la banda liderada por Lemmy Kilmister, entre 1979 y 1980, años en que Saxon giró con ellos como teloneros por el Reino Unido. De acuerdo con Byford: «Le pregunté a Nibbs que me escribiera algo de música similar a Motörhead y lo hizo. Suena muy al estilo de Motörhead, pero no son ellos, no sé si me entiendes».

## Lista de canciones
Todas las canciones escritas por Saxon.

| N.º | Título                                                       | Duración |  |
| 1.  | «Olympus Rising»                                             | 1:32     |  |
| 2.  | «Thunderbolt»                                                | 3:59     |  |
| 3.  | «The Secret Of Flight»                                       | 5:02     |  |
| 4.  | «Nosferatu (The Vampire's Waltz)»                            | 5:00     |  |
| 5.  | «They Played Rock And Roll»                                  | 3:39     |  |
| 6.  | «Predator»                                                   | 3:17     |  |
| 7.  | «Sons Of Odin»                                               | 5:22     |  |
| 8.  | «Sniper»                                                     | 3:36     |  |
| 9.  | «A Wizard's Tale»                                            | 3:52     |  |
| 10. | «Speed Merchants»                                            | 3:47     |  |
| 11. | «Roadies' Song»                                              | 3:31     |  |
| 12. | «Nosferatu (Raw Version)» (no incluida en la edición vinilo) | 5:02     |  |

## Posicionamiento en listas semanales
| País            | Lista                 | Posición |
| --------------- | --------------------- | -------- |
| Alemania        | Media Control Charts  | 5        |
| Suiza           | Swiss Music Charts    | 6        |
| Escocia         | Scottish Albums Chart | 10       |
| Estados Unidos  | Independent Albums    | 11       |
| Suecia          | Sverigetopplistan     | 13       |
| Austria         | Ö3 Austria Top 40     | 18       |
| Reino Unido     | UK Albums Chart       | 29       |
| República Checa | Albums - Top 100      | 29       |
| España          | Top 100 Álbumes       | 39       |
| Bélgica         | Ultratop (Valonia)    | 48       |
| Bélgica         | Ultratop (Flandes)    | 53       |
| Italia          | Top 100 Artisti       | 53       |
| Francia         | French Albums Chart   | 73       |
| Países Bajos    | MegaCharts            | 172      |

## Músicos
- Biff Byford: voz
- Paul Quinn: guitarra eléctrica
- Doug Scarratt: guitarra eléctrica
- Nibbs Carter: bajo
- Nigel Glockler: batería

Músicos invitados
- Seb Byford: voces de respaldo (pistas 2 y 10)
- Tom Witts: voces de respaldo (pistas 2 y 10)
- Caleb Quaye: voces de respaldo (pistas 2 y 10)
- Corvin Bahn: teclados (pista 4)
- Johan Hegg: gruñidos (pista 6)